# 디지털 인쇄

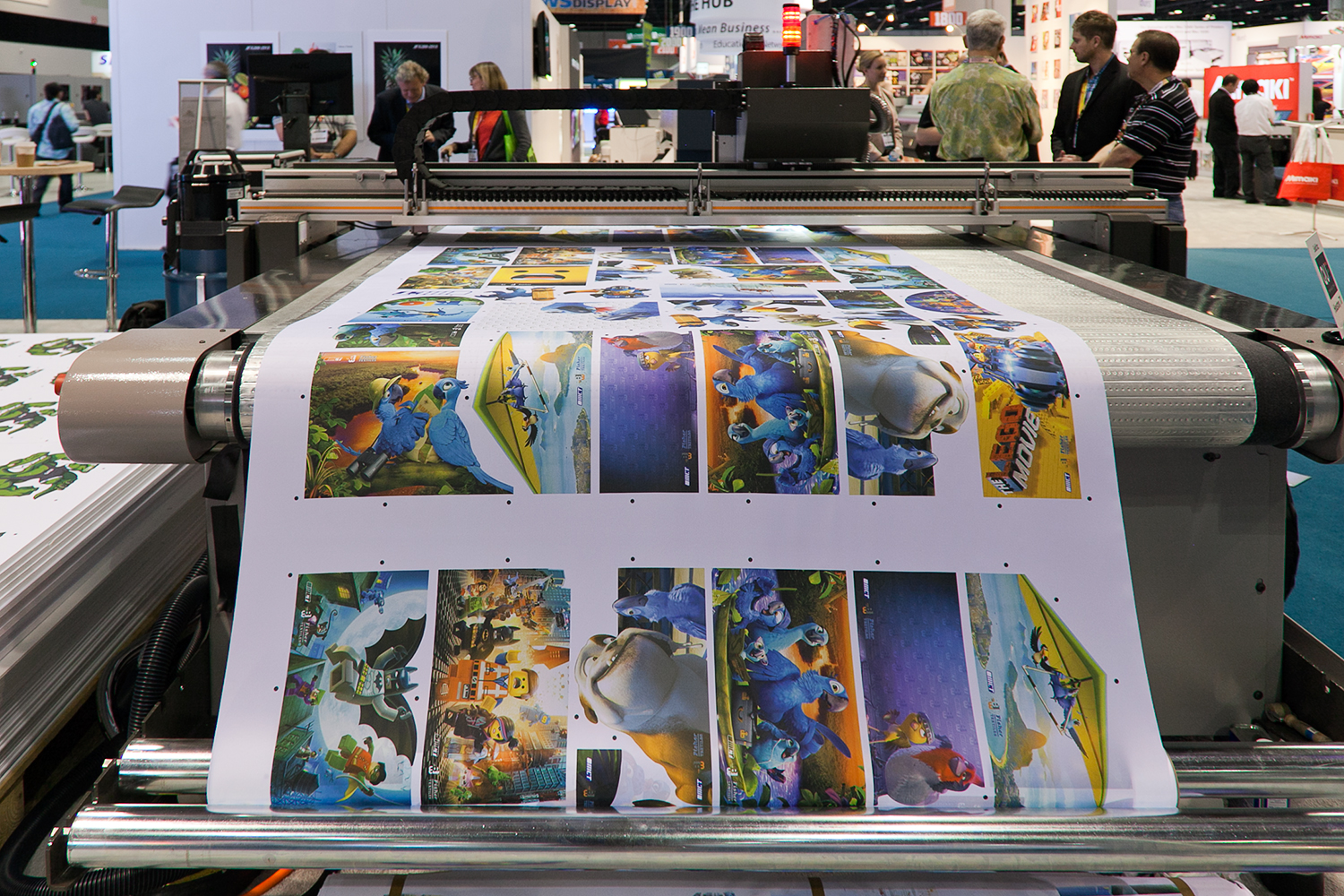

디지털 인쇄(digital printing)는 디지털 기반 이미지로부터 다양한 매체에 직접 인쇄하는 방식을 의미한다. 디지털 인쇄는 더 전통적인 오프셋 인쇄 방식에 비해 장당 비용이 더 많이 들지만 이 가격은 인쇄용 판을 만드는데 필요한 모든 기술적 단계 비용을 제거함으로써 상쇄시킬 수 있는 것이 보통이다. 주문형 인쇄, 짧은 총처리 시간, 그리고 각 인쇄 부수에 쓰이는 이미지(가변 데이터)의 수정을 가능케 한다.

## 같이 보기
- 색 관리
- 디지털 화상 처리
- 디지털 사진
- 디스플레이 장치
- 출력 장치